# Claudius Rosenhoff

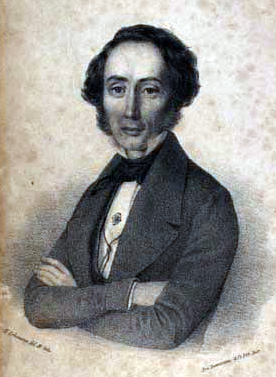
Claudius Rosenhoff.

Caspar Claudius Rosenhoff, född den 18 november 1804, död den 19 januari 1869, var en dansk författare, far till Orla Rosenhoff. 
Rosenhoff, som levde hela sitt liv i ringa omständigheter, utgav 1835—1846 veckotidningen "Den Frisindede" med politiskt innehåll, vilket ådrog honom ständiga böter och slutligen stadigvarande censur (upphävd 1848). 
Rosenhoff skrev lätt och ledigt vers och många uppsatser i tidskrifter och kalendrar, dock utan djupare innehåll, men var en ärlig kämpe mot allt slags tyranni och hyste varmt intresse för de fattigas väl och allmän upplysning. 
Rosenhoffs Noveller, Digte og Humoresker utkom i 3 band 1841—1849 och diktsamlingen De fattiges fattige Sanger 1856. Carl Ploug utgav 1873 Rosenhoffs Udvalgte Digte.